# La Matraca (Valencia)
La Matraca es una revista satírica valenciana fundada por Josep Calpe de Sabina en 1916. Es una escisión de La Traca, revista de la que el mismo Calpe fue director.
En abril de 1916 se produce una rotura entre el director de La Traca, Vicent Miguel Carceller y su socio capitalista Josep Calpe, quien con un grupo de antiguos redactores de la revista fundaría una nueva publicación imitadora del humor y estética del original, pero con un humor más suave, puesto que los redactores se escinden al considerar que Carceller traiciona el espíritu original de La Traca publicando chistes demasiado subidos de tono para vender más ejemplares, a pesar de arriesgarse a sufrir muchas multas y suspensiones que, en efecto, ocurren durante todo el periodo.
La Matraca publicó el primer número el 21 de abril de 1916, con el mismo subtítulo que el original (Semanario para la gente de trueno) y autodefiniéndose como hija de La Traca. La Matraca imitaba el tono y reutilizaba incluso algunos de los personajes de La Traca (como la Ignasi Nasia). En el primer número, Calpe se proponía como alternativa a Carceller, haciendo una carta abierta a antiguos colaboradores ofreciéndoles participar en el nuevo proyecto. En el número del 22 de abril de 1916, Carceller definirá al nuevo semanario de timo e imitación. Las bajas ventas, y el fracaso de algunos de los acontecimientos ideados para promocionar la nueva cabecera llevarían a la quiebra económica del proyecto, que duraría poco más de cuatro meses y haría que el director tuviera que abandonar la ciudad.

## Galería

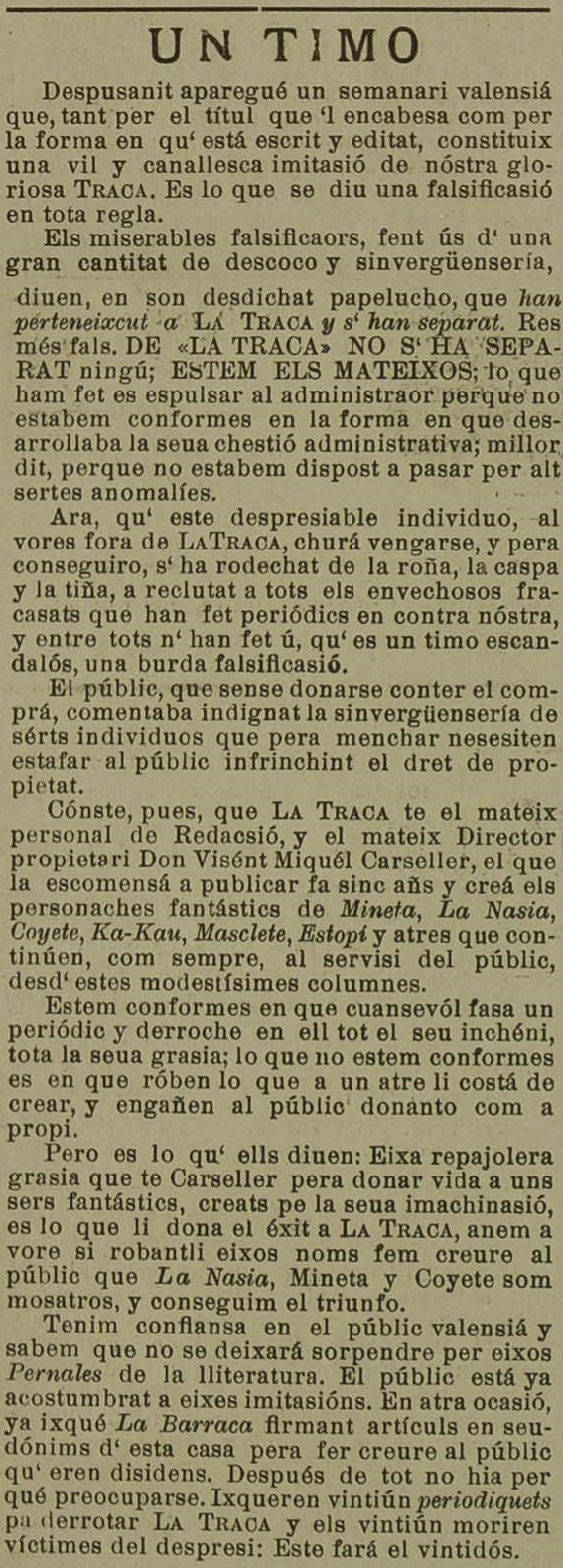
Columna de La Traca calificando de estafa el nuevo semanario